# Championnat de RDA de football 1950-1951
Navigation
DDR-Oberliga
1949-1950 DDR-Oberliga
1951-1952
La saison 1950-1951 du Championnat de RDA de football fut la 4e édition du championnat de première division en RDA, la DDR-Oberliga. La 2e en tant que série nationale unique. Dix-huit clubs furent regroupés au sein d'une poule unique où ils se rencontrèrent deux fois, à domicile et à l'extérieur.
En fin de saison, théoriquement, les 3 derniers du classement devaient être relégués et remplacés par les 3 premiers de la DDR-Liga (la deuxième division est-allemande) qui connaissait sa première saison.
Le BSG Chemie Leipzig remporta le titre après s'être imposé lors d'un match supplémentaire contre le BSG Turbine Erfurt. Les deux clubs ayant terminé à égalité en tête du classement, un match d'appui se déroula le 20 mai 1951 Ernst Thälmannstadion de Chemnitz devant 60 000 spectateurs.
Le tenant du titre, le BSG Motor Zwickau (ex-ZSG Horch Zwickau), prit la 3e place, à 7 points du duo de tête.

## Avant la saison
Le vice-champion de la saison précédente, le SG Dresden-Friedrichstadt a été dissous en fin de saison (voir saison 1949-1950 ou Dresdner SC). Tous ses joueurs furent transférés vers le BSG VVB Tabak Dresden. Ce club devait prendre la place libre en "Oberliga". Mais la majorité des joueurs dont Helmut Schön passèrent à l'Ouest (principalement via Berlin). Faute d'une équipe suffisamment compétitive, les dirigeants politiques optèrent pour une autre solution. Ils désignèrent le SG Volkspolizei Dresden qui fut donc promu arbitrairement.
Dans un autre domaine, se souleva la problématique de Berlin-Est. Le secteur oriental de l'ancien capitale devint la capitale de la nouvelle RDA. Alors que la Stadtliga de Berlin-Ouest (voir Oberliga Berlin) eut accepté les prémices du professionnalisme, le Deutscher Sportausschuß (DS) décida que les équipes de Berlin-Est ne pourraient plus jouer avec celles de l'Ouest. Trois clubs berlinois furent alors reversés en DDR-Oberliga: SG Union Oberschöneweide, VfB Pankow et SC Lichtenberg 47. En plus de l'arrivée du SG VP Dresden, cela amena la ligue à 18 équipes. Peu après ces décisions, il se confirma que toute l'équipe d'Oberschöneweide avait filé vers l'Ouest où fut recréée le SC Union 06.

## Les 18 clubs participants
Tous les clubs qui se sont maintenus en DDR-Oberliga ont changé de nom durant l'intersaison :
| - BSG Stahl Altenburg - BSG Lokomotive Stendal - BSG Motor Zwickau - BSG Aktivist Brieske-Ost - Motor Gera - BSG Rotation Dresden – Promu de Bezirksliga - BSG Chemie Leipzig - SG Union Oberschöneweide – Reversé depuis l'Oberliga Berlin - SC Lichtenberg – Champion d'Amateurliga Berlin (Groupe A) - BSG Motor Dessau - BSG Turbine Weimar – Promu de Bezirksliga - BSG Rotation Babelsberg - BSG Fortschritt Meerane - BSG Turbine Erfurt - BSG Turbine Halle - BSG Stahl Thale – Promu de Bezirksliga - VfB Pankow – Reversé depuis l'Oberliga Berlin - SG Volkspolizei Dresden – Promu de Kreisklasse par décision politique |

## Compétition

### Classement
Le barème utilisé pour établir le classement est le suivant :
- Victoire : 2 points
- Match nul : 1 point
- Défaite, forfait ou abandon : 0 point

| Rang | Équipe                       | Pts | J  | G  | N  | P  | Bp | Bc  | GA    |
| ---- | ---------------------------- | --- | -- | -- | -- | -- | -- | --- | ----- |
| 1    | BSG Chemie Leipzig           | 50  | 34 | 22 | 6  | 6  | 66 | 33  | 2,000 |
| 2    | BSG Turbine Erfurt           | 50  | 34 | 22 | 6  | 6  | 80 | 37  | 2,162 |
| 3    | BSG Motor Zwickau (T)        | 43  | 34 | 17 | 9  | 8  | 72 | 35  | 2,057 |
| 4    | SG Volkspolizei Dresden (D)  | 43  | 34 | 17 | 9  | 8  | 75 | 40  | 1,875 |
| 5    | BSG Aktivist Brieske-Ost     | 43  | 34 | 20 | 3  | 11 | 87 | 79  | 1,101 |
| 6    | BSG Turbine Halle            | 40  | 34 | 16 | 8  | 10 | 74 | 50  | 1,480 |
| 7    | BSG Stahl Thale (P)          | 39  | 34 | 17 | 5  | 12 | 82 | 65  | 1,262 |
| 8    | BSG Rotation Babelsberg      | 39  | 34 | 18 | 3  | 13 | 95 | 78  | 1,218 |
| 9    | BSG Motor Dessau             | 34  | 34 | 14 | 6  | 14 | 68 | 62  | 1,097 |
| 10   | BSG Fortschritt Meerane      | 32  | 34 | 12 | 8  | 14 | 65 | 71  | 0,915 |
| 11   | BSG Stahl Altenburg          | 31  | 34 | 12 | 7  | 15 | 46 | 61  | 0,754 |
| 12   | BSG Rotation Dresden (P)     | 30  | 34 | 12 | 6  | 16 | 64 | 61  | 1,049 |
| 13   | Motor Gera                   | 30  | 34 | 9  | 12 | 13 | 59 | 63  | 0,937 |
| 14   | BSG Lokomotive Stendal       | 29  | 34 | 12 | 5  | 17 | 73 | 73  | 1,000 |
| 15   | SG Union Oberschöneweide (B) | 26  | 34 | 9  | 8  | 17 | 49 | 72  | 0,681 |
| 16   | BSG Turbine Weimar (P)       | 26  | 34 | 10 | 6  | 18 | 45 | 71  | 0,634 |
| 17   | SC Lichtenberg (B)           | 20  | 34 | 6  | 8  | 20 | 49 | 96  | 0,510 |
| 18   | VfB Pankow (B)               | 7   | 34 | 2  | 3  | 29 | 29 | 131 | 0,221 |

|  | Participation au barrage pour le titre |
|  | Relégation directe en DDR-Liga |
|  | Maintenu par décision politique |
|  | (T) Tenant du titre (C) Vainqueur de la Coupe de RDA (P) Promu sportif des séries inférieures (B) Reversé depuis l'Oberliga Berlin 1949-1950 ou promu d'Amateurliga Berlin (D) Promu par décision politique |

1. ↑  SG Union Oberschöneweide "jugé trop faible" céda sa place au Motor Oberschöneweide.
2. 1 2  Avant la fin de la saison, le VfB Pankow (club berlinois) fut dissous car la majorité de ses membres (joueurs) filèrent en "zone Ouest". Par choix "politique", le club ne fut pas relégué et devint le BSG Einheit Pankow.

### Matchs
| Résultats (▼dom., ►ext.) | ChL | TuE  | MoZ | VDr  | ABO | TuH  | STh  | RoB | MoD  | FoM | SAl | RoD | MoG | LoS  | MoO | TuW | LiB | Pan  |
| BSG Chemie Leipzig       |     | 0-1  | 2-2 | 1-2f | 5-1 | 2-1d | 1-0  | 2-1 | 2-1  | 4-1 | 0-1 | 4-0 | 3-2 | 3-4  | 0-0 | 2-0 | 4-0 | 4-0  |
| BSG Turbine Erfurt       | 1-2 |      | 2-0 | 2-1  | 6-0 | 4-1  | 2-1  | 2-1 | 1-2  | 1-0 | 5-1 | 1-1 | 4-2 | 4-1  | 4-0 | 0-0 | 4-0 | 3-1  |
| BSG Motor Zwickau        | 0-2 | 3-1  |     | 3-1  | 8-1 | 2-0  | 4-1  | 2-0 | 4-2  | 5-0 | 4-0 | 0-1 | 1-0 | 4-1  | 2-0 | 3-0 | 3-0 | 6-0  |
| SG Volkspolizei Dresden  | 1-2 | 1-0  | 0-0 |      | 1-2 | 3-0  | 6-0  | 5-1 | 4-1  | 3-1 | 2-1 | 2-1 | 1-1 | 2-1  | 5-0 | 1-0 | 1-1 | 8-1c |
| BSG Aktivist Brieske-Ost | 1-2 | 1-3  | 2-0 | 5-2  |     | 3-0  | 1-5  | 4-2 | 3-2  | 6-2 | 2-0 | 2-0 | 1-0 | 2-3  | 3-1 | 2-0 | 3-3 | 4-1  |
| BSG Turbine Halle        | 0-1 | 1-1  | 0-0 | 2-1  | 1-0 |      | 5-1  | 2-3 | 3-0  | 4-0 | 3-1 | 1-1 | 1-1 | 2-1  | 1-1 | 7-1 | 6-1 | 8-1  |
| BSG Stahl Thale          | 1-1 | 1-2  | 1-0 | 3-5  | 5-3 | 7-2  |      | 1-2 | 4-1  | 5-2 | 6-1 | 1-0 | 6-0 | 4-0  | 3-2 | 1-1 | 5-3 | 1-0  |
| BSG Rotation Babelsberg  | 3-2 | 4-2  | 2-2 | 2-0  | 3-5 | 3-4  | 4-2  |     | 5-5  | 5-1 | 2-4 | 3-2 | 5-0 | 4-3  | 3-0 | 3-2 | 4-5 | 9-0  |
| BSG Motor Dessau         | 3-1 | 2-3  | 3-0 | 2-1  | 1-3 | 2-1  | 1-0  | 6-0 |      | 1-1 | 4-0 | 3-1 | 4-1 | 1-1  | 1-0 | 3-0 | 3-0 | 4-1  |
| BSG Fortschritt Meerane  | 2-3 | 1-2  | 1-1 | 3-3  | 2-2 | 2-2  | 0-0  | 1-2 | 3-1  |     | 1-1 | 4-1 | 2-1 | 1-1  | 3-1 | 1-0 | 5-1 | 7-0  |
| BSG Stahl Altenburg      | 1-1 | 0-0  | 1-2 | 0-0  | 1-1 | 0-3  | 1-1  | 4-5 | 0-0a | 1-0 |     | 1-2 | 2-1 | 2-1  | 1-0 | 2-0 | 2-0 | 5-1  |
| BSG Rotation Dresden     | 0-2 | 3-3  | 1-1 | 0-3  | 3-1 | 2-3  | 2-3  | 1-1 | 7-3  | 7-2 | 1-0 |     | 1-1 | 1-2  | 4-0 | 3-2 | 3-0 | 3-0  |
| Motor Gera               | 0-0 | 1-1  | 3-3 | 2-2  | 0-4 | 1-1  | 1-2  | 1-0 | 1-1  | 0-3 | 2-2 | 5-3 |     | 4-1  | 1-1 | 8-0 | 4-0 | 4-1  |
| BSG Lokomotive Stendal   | 0-1 | 3-1  | 0-0 | 0-2  | 7-1 | 0-6  | 5-1  | 1-2 | 1-1  | 3-4 | 1-3 | 1-4 | 3-4 |      | 3-0 | 6-1 | 1-0 | 8-1  |
| SG Union Oberschöneweide | 1-1 | 0-2  | 3-2 | 0-0  | 3-5 | 4-1  | 2-4  | 2-1 | 3-3  | 2-1 | 3-1 | 1-0 | 0-3 | 3-1  |     | 1-1 | 2-2 | 7-0  |
| BSG Turbine Weimar       | 0-2 | 0-2  | 2-1 | 1-1  | 2-3 | 0-1  | 2-2  | 3-1 | 2-0  | 0-3 | 3-1 | 3-0 | 2-1 | 0-4  | 4-2 |     | 6-0 | 4-2  |
| SC Lichtenberg           | 2-3 | 2-5g | 2-4 | 1-1  | 4-6 | 0-0  | 3-2  | 0-3 | 2-0e | 1-2 | 1-4 | 1-0 | 2-2 | 2-3h | 4-1 | 1-1 |     | 4-2  |
| VfB Pankow               | 0-1 | 0-5  | 0-0 | 0-4  | 1-4 | 0-1  | 0-2b | 2-6 | 3-1  | 1-3 | 3-1 | 1-5 | 0-1 | 2-2  | 2-3 | 1-2 | 1-1 |      |

a BSG Stahl Altenburg-BSG Motor Dessau (résultat initial : 1-3), est accordé au BSG Motor Dessau (score de 0-0).
b VfB Pankow-BSG Stahl Thale joué à Thale.
c SG Volkspolizei Dresden-VfB Pankow joué à Chemnitz.
d Motor Gera-BSG Rotation Babelsberg et Motor Gera-BSG Stahl Thale joués à Hermsdorf.
e BSG Chemie Leipzig-BSG Turbine Halle (résultat initial : 3-5) a été rejoué.
f BSG Chemie Leipzig-SG Volkspolizei Dresden joué à Borna.
g SC Lichtenberg-BSG Turbine Erfurt joué à Erfurt.
h SC Lichtenberg-BSG Lokomotive Stendal joué à Stendal.

### Barrage pour le titre
Les clubs du BSG Chemie Leipzig et du BSG Turbine Erfurt terminent à égalité en tête du classement. Ils doivent donc disputer un match afin de déterminer qui sera sacré champion de RDA.
| Équipe 1           | Résultat | Équipe 2           |
| ------------------ | -------- | ------------------ |
| BSG Chemie Leipzig | 2 - 0    | BSG Turbine Erfurt |

## Statistiques

### Effectif de l'équipe championne 1950-1951
| BSG Chemie Leipzig |
| --- |
| Günter Busch (35/-) Walter Rose (34/4), Werner Brembach (32/-) Horst Scherbaum (36/1), Werner Eilitz (34/-), Gerhard Polland (32/1) Rolf Sommer (23/7), Rudolf Krause (31/18), Georg Zenker (17/5), Heinz Fröhlich (36/7), Gerhard Helbig (31/6) Entraîneurs:Fritz Krauss (jusqu'en novembre 1950), de novembre à février le posta resta vacant, Rolf Kukowitsch (à partir de mars 1951) |
| et aussi: Rolf Grupe (17/9), Fritz Gödicke (12/1), Werner Steuer (12/2), Werner Klaus (6/-), Rudolf Hecker (4/-), Heinz Pönert (4/-), Gerhard Auerbach (3/-), Günter Riechers (1/-), Schmer (1/-) |

### Scores élevés
- 1.178 buts furent marqués durant cette saison 1950-1951, soit une moyenne de 3,85 but par match. Les matches les plus riches en buts furent Rotation Babelsberg-Motor Dessau (5-5) le 17 décembre 1950, Rotation Dresden-Motor Dessau (7-3) le 14 janvier 1951 et Lichtenberg 47-ktivist Brieske Ost (4-6) le 4 février 1951.
- Rotation Babelsberg enregistra le plus large succès (9-0) le 9 septembre 1950 contre le VfB Pankow.
- Johannes Schöne (Rotation Babelsberg) termina meilleur buteur avec 38 buts. Un total record qui ne fut jamais battu par la suite. Notons cependant que, par la suite, la DDR-Oberliga fonctionna très longtemps avec 14 équipes, soit des championnats de 26 rencontres par club. En 1950-1951, il y en eut 34 matches par équipe.

### Meilleurs buteurs 1950-1951
|    | Joueurs           | Clubs                   | Buts |
| -- | ----------------- | ----------------------- | ---- |
| 1. | Johannes Schöne   | BSG Rotation Babelsberg | 38   |
| 2. | Günter Schröter   | SG Volkspolizei Dresden | 32   |
| 3. | Werner Oberländer | BSG Stahl Thale         | 31   |
| 4. | Heinz Nicklich    | BSG Rotation Dresden    | 24   |

### Spectateurs
Un total de 2 635 800 spectateurs assistèrent aux 306 rencontres de la saison, soit une moyenne de 8 614 personnes par rencontre. La plus grande affluence fut enregistrée lors du test-match pour le titre: 60 000 spectateurs virent Chemie Leipzig battre Turbine Erfurt le 20 mai 1951 à Chemnitz.

## Après la saison
Des trois montants sportifs de la saison précédente, le Turbine Weimar redescendit immédiatement. Les deux autres: Stahl Thale (7e) et Rotation Dresden (12e) assurèrent leur maintien.
Les équipes berlinoises placées arbitrairement dans la ligues ne furent guère brillantes. Le VfB Pankow établit un record négatif avec seulement deux victoires et trois partages. Le club subit plusieurs corrections : 1 x 0-9, 3 x 1-8 et 2 x 0-7 !
Les dirigeants politiques voulurent absolument conserver deux équipes berlinoises en DDR-Oberliga : La place de la SG Union Oberschöneweide fut maintenue. Ses joueurs passèrent à la BSG Motor Oberschöneweide alors que "l'Union" glissa au 3e niveau.
Le VfB Pankow, dont beaucoup de joueurs avaient aussi choisi de passer à l'Ouest, pourtant dernier fut maintenu sous le nom de BSG Einheit Pankow.

## Changements d’appellation
La réforme des structures sportives dans la nouvelle RDA et la mise en place des Betriebssportgemeinschaften (BSG) amena de nombreux changements d’appellations des clubs.
Le tableau ci-dessous donne un aperçu des adaptations.
| BSG KWU Erfurt            |  | BSG Turbine Erfurt   |                           | FC Rot-Weiss Erfurt   |
| ZSG Altenburg             |  | BSG Stahl Altenburg  |                           | SV Motor Altenburg    |
| BSG Sachsenverlag Dresden |  | BSG Rotation Dresden |                           | dissous               |
| SG Eisenhüttenwerk Thale  |  | BSG Stahl Thale      |                           | SV Stahl Thale        |
| BSG Mechanik Gera         |  | BSG Motor Gera       |                           | BSG Wismut Gera       |
| SG Union Oberschöneweide  |  |                      | BSG Motor Oberschöneweide | 1. FC Union Berlin    |
| BSG KWU Weimar            |  | BSG Turbine Weimar   |                           | SC 1903 Weimar        |
| SC Lichtenberg 47         |  | SG Lichtenberg 47    |                           | SV Lichtenberg 47     |
| VfB Pankow                |  |                      | BSG Einheit Pankow        | VfB Einheit zu Pankow |

## Bilan de la saison
| Championnat de RDA de football 1950-1951 |                                |
| Champion                                 | BSG Chemie Leipzig (1er titre) |
| Coupes et trophées                       |                                |
| Vainqueur de la Coupe de RDA 1950-1951   | Non disputée                   |
| Promotions et relégations                |                                |
| Promus en DDR-Oberliga                   | SC Wismut Aue                  |
| Promus en DDR-Oberliga                   | BSG Anker Wismar               |
| Promus en DDR-Oberliga                   | KPV Vorwärts Leipzig           |
| Relégués en DDR-Liga                     | BSG Turbine Weimar             |
| Relégués en DDR-Liga                     | SC Lichtenberg                 |